# O Submarino Amarelo
Yellow Submarine (O Submarino Amarelo, no Brasil e em Portugal) é um filme animado musical lançado em 1968 e dirigido por George Dunning, baseado em várias canções do grupo de rock inglês The Beatles. A trilha sonora foi lançada seis meses após o filme ser lançado. E continha somente algumas músicas presentes no filme e mais as composições de George Martin (produtor musical da banda). Em 1999, o desenho animado foi reeditado digitalmente e foi lançado o álbum Yellow Submarine Songtrack desta vez com todas as músicas dos Beatles presentes no filme sem as músicas de George Martin.

## Sinopse
Yellow Submarine conta a história de Pepperland: um paraíso quase terrestre que fica a 80 mil léguas no fundo do mar – uma terra quase sem inverno, onde a brisa leva a toda parte o som da música e das risadas e onde ninguém sente-se só, pois a Banda do Sargento Pepper está sempre tocando a sua música. Até que um dia o Líder dos Maldosos Azuis, que detestava todo tipo de música, decide varrer Pepperland do mapa, deixando-o sem cor e sem som. Mas, navegando em um submarino amarelo e depois de várias aventuras, como navegar pelo mar do Tempo, pelo mar dos Monstros, e o mar dos Buracos, os Beatles chegam para trazer a paz e a música de volta a Pepperland.

## Elenco
| Personagem      | Ator                        |
| --------------- | --------------------------- |
| John Lennon     | John Clive                  |
| Paul McCartney  | Geoffrey Hughes             |
| George Harrison | Peter Batten / Paul Angelis |
| Ringo Starr     | Paul Angelis                |
| Líder Azul      | Paul Angelis                |
| Fred            | Lance Percival              |
| Max             | Dick Emery                  |

## Recepção
Submarino Amarelo  recebeu aclamação crítica generalizada. O filme foi distribuído em todo o mundo pela United Artists em duas versões. Lançado no meio da cultura pop psicodélica da década de 1960, o filme foi um sucesso de bilheteria, atraindo multidões tanto por suas imagens exuberantes, criativas e sua trilha sonora das músicas dos Beatles. A versão mostrada na Europa incluiu um número musical extra, "Hey Bulldog", ouviu no terceiro final do filme. Para lançamento nos Estados Unidos, o número foi substituído por animação alternativa devido a restrições de tempo. Sentia-se que, na época, o público americano ficaria cansado do período do filme. De todos os filmes dos Beatles lançados pela UA, este foi o único a que a UA manteve os direitos, levando a sua compra pela Metro-Goldwyn-Mayer em 1981. Em 2005, a Sony Pictures Entertainment liderou um consórcio que comprou MGM e UA. Sony Pictures Entertainment havia processado a distribuição teatral para a MGM até 2012. Inversamente, o 20th Century Fox Home Entertainment foi responsável pela distribuição de vídeo doméstico quando o lançamento mais recente do vídeo em casa ficou esgotado.
Em The Beatles Anthology, lançado em meados da década de 1990, os três Beatles sobreviventes admitiram que realmente gostaram do filme; No que diz respeito à sua não participação inicial, Harrison, que o considerava um "clássico", admitiu mais tarde que preferia que o grupo não oferecesse suas próprias vozes, sentindo que os atores de voz profissionais capturaram um certo elemento "cartoonish" muito mais eficaz do que poderiam ter feito eles mesmos. Starr também revelou que, durante anos, ele foi abordado por crianças e perguntou: "Por que você pressionou o botão?", Referindo-se a quando seu personagem pressionou com curiosidade o botão de pânico que o expulsava do submarino para o mar de monstros. Lennon também implicou que seu filho, Sean, primeiro percebeu que seu pai tinha sido um beatle por causa do filme. Depois de ver Yellow Submarine na casa de um amigo no final da década de 1970, Sean chegou em casa perguntando por que seu pai era um desenho animado.

## Prêmios e indicações
- Prêmio especial no New York Film Critics Circle Awards de 1968[4][5]
- Prêmio Hugo de Melhor Apresentação Dramática em 1969 (indicado)[6]
- Grammy Award de Melhor Trilha Sonora Original para Filme ou Especial de Televisão em 1970 (indicado)[7]

## Trilha sonora

### Lado A: Canções do filme
1. Yellow Submarine*
2. Only A Northern Song**
3. All Together Now*
4. Hey Bulldog*
5. It's All Too Much**
6. All You Need Is Love*

- Canções escritas por Lennon-McCartney.
  - Canções escritas por George Harrison.

### Lado B: Trilha sonora orquestral
1. Pepperland**
2. Sea of Time**
3. Sea of Holes**
4. Sea of Monsters**
5. March of the Meanies**
6. Pepperland Laid Waste**
7. Yellow Submarine in Pepperland***

- - Canções escritas por George Martin.
    - Canções escritas por Lennon-McCartney-Martin.